# Olympische Sommerspiele 2024/Teilnehmer (St. Lucia)
| Gelbes Symbol für Goldmedaillen mit stilisierten Olympischen Ringen | Graues Symbol für Silbermedaillen mit stilisierten Olympischen Ringen | Braundes Symbol für Bronzemedaillen mit stilisierten Olympischen Ringen |
| ------------------------------------------------------------------- | --------------------------------------------------------------------- | ----------------------------------------------------------------------- |
| 1                                                                   | 1                                                                     | —                                                                       |

Saint Lucia nahm an den Olympischen Spielen 2024 vom 26. Juli bis zum 11. August 2024 in Paris teil. Es war die insgesamt achte Teilnahme an Olympischen Sommerspielen.

## Medaillen

### Medaillenspiegel
| Rang   | Sportart       | Gold | Silber | Bronze | Gesamt |
| ------ | -------------- | ---- | ------ | ------ | ------ |
| 1      | Leichtathletik | 1    | 1      | –      | 2      |
| Gesamt | Gesamt         | 1    | 1      | 0      | 2      |

### Medaillengewinner
| Name/n        | Sportart       | Wettkampf    |
| ------------- | -------------- | ------------ |
| Gold          |                |              |
| Julien Alfred | Leichtathletik | 100 m Frauen |
| Silber        |                |              |
| Julien Alfred | Leichtathletik | 200 m Frauen |

## Teilnehmer nach Sportarten

### Leichtathletik
Zwei lucianische Leichtathleten konnten die Olympianormen des Weltverbandes in drei Disziplinen erreichen.
Laufen und Gehen
| Athleten       | Wettbewerb | Vorlauf | Vorlauf | Hoffnungslauf | Hoffnungslauf | Halbfinale    | Halbfinale    | Finale        | Finale        | Rang          |
| Athleten       | Wettbewerb | Zeit    | Rang    | Zeit          | Rang          | Zeit          | Rang          | Zeit          | Rang          | Rang          |
| -------------- | ---------- | ------- | ------- | ------------- | ------------- | ------------- | ------------- | ------------- | ------------- | ------------- |
| Frauen         |            |         |         |               |               |               |               |               |               |               |
| Julien Alfred  | 100 m      | 10,95 s | 5       | —             | —             | 10,84 s       | 1             | 10,72 s       | 1             | Gold          |
| Julien Alfred  | 200 m      | 22,41 s | 1       | —             | —             | 21,98 s       | 2             | 22,08 s       | 2             | Silber        |
| Männer         |            |         |         |               |               |               |               |               |               |               |
| Michael Joseph | 400 m      | 45,69 s | 8       | 45,64 s       | 4             | ausgeschieden | ausgeschieden | ausgeschieden | ausgeschieden | ausgeschieden |

### Segeln
Saint Lucia erhielt eine Wildcard für den Laserwettbewerb der Männer.
| Athleten     | Wettbewerb | Qualifikation | Qualifikation | Medal Race    | Medal Race    | Punkte | Rang |
| Athleten     | Wettbewerb | Punkte        | Rang          | Punkte        | Rang          | Punkte | Rang |
| ------------ | ---------- | ------------- | ------------- | ------------- | ------------- | ------ | ---- |
| Männer       |            |               |               |               |               |        |      |
| Luc Chevrier | Laser      | 163           | 29            | ausgeschieden | ausgeschieden | 163    | 29   |

### Schwimmen
| Athleten           | Wettbewerb     | Vorlauf | Vorlauf | Halbfinale    | Halbfinale    | Finale        | Finale        | Rang |
| Athleten           | Wettbewerb     | Zeit    | Rang    | Zeit          | Rang          | Zeit          | Rang          | Rang |
| ------------------ | -------------- | ------- | ------- | ------------- | ------------- | ------------- | ------------- | ---- |
| Männer             |                |         |         |               |               |               |               |      |
| Jayhan Odlum-Smith | 100 m Freistil | 50,39 s | 44      | ausgeschieden | ausgeschieden | ausgeschieden | ausgeschieden | 44   |